# 王店镇 (泌阳县)
王店乡，是中华人民共和国河南省驻马店市泌阳县下辖的一个乡镇级行政单位。

## 行政区划
王店乡下辖以下地区：
王店村、王楼村、下湾村、周庄村、冯蒋村、昌庄村、白庄村、曾庄村、老林村、上岗村、肖楼村、高楼村、李庄村、马庄村、小河村、靳楼村、夏楼村和姜庄村。